# New Castle (Kentucky)
New Castle es una ciudad ubicada en el condado de Henry en el estado estadounidense de Kentucky. En el Censo de 2010 tenía una población de 912 habitantes y una densidad poblacional de 850,54 personas por km².

## Historia
New Castle fue fundada en 1817. La Gran Logia del Distrito N.° 19 de la Gran Orden Unida de Odd Fellows , una organización fraternal de afroamericanos, estaba en New Castle. La Logia de Washington N.° 1513 del grupo en New Castle fue fundada en 1872 por antiguos esclavos; un marcador histórico junto a su edificio conmemora su historia. 

## Geografía
New Castle  está ubicada al suroeste del centro del condado de Henry, en las coordenadas 38°26′1″N 85°10′9″O / 38.43361, -85.16917. Según la Oficina del Censo de los Estados Unidos, New Castle tiene una superficie total de 1.07 km², de la cual 1.06 km² corresponden a tierra firme y (0.97%) 0.01 km² es agua.
La ruta 421 de Estados Unidos sigue Main Street y conduce al norte 11 km hasta Campbellsburg y al sureste 47 km hasta Frankfort. Louisville está a 61 km al suroeste por la ruta 146 de Kentucky y la Interestatal 71.

## Demografía
Según el censo de 2010, había 912 personas residiendo en New Castle. La densidad de población era de 850,54 hab./km². De los 912 habitantes, New Castle estaba compuesto por el 93.97% blancos, el 2.74% eran afroamericanos, el 0.22% eran amerindios, el 0% eran asiáticos, el 0% eran isleños del Pacífico, el 0.33% eran de otras razas y el 2.74% pertenecían a dos o más razas. Del total de la población el 0.55% eran hispanos o latinos de cualquier raza.
| Población histórica | Población histórica | Población histórica |
| ------------------- | ------------------- | ------------------- |
| Census              | Población           | %                   |
| 1830                | 538                 | -                   |
| 1840                | 528                 | -1.9 %              |
| 1860                | 519                 | -                   |
| 1870                | 670                 | 29.1 %              |
| 1880                | 500                 | -25.4 %             |
| 1890                | 485                 | -3.0 %              |
| 1900                | 462                 | -4.7 %              |
| 1910                | 468                 | 1.3 %               |
| 1920                | 397                 | -15.2 %             |
| 1930                | 447                 | 12.6 %              |
| 1940                | 487                 | 8.9 %               |
| 1950                | 631                 | 29.6 %              |
| 1960                | 699                 | 10.8 %              |
| 1970                | 755                 | 8.0 %               |
| 1980                | 832                 | 10.2 %              |
| 1990                | 893                 | 7.3 %               |
| 2000                | 919                 | 2.9 %               |
| 2010                | 912                 | -0.8 %              |
| 2020                | 884                 | -3.1 %              |